# Гнатів Роман Михайлович
Роман Михайлович Гнатів (нар. 1 листопада 1973, Шептицький, Львівська область, УРСР) — український футболіст, півзахисник. По завершенні кар'єри — футбольний тренер.

## Клубна кар'єра
Роман Гнатів народився 1 листопада 1973 року в місті Шептицький Львівської області. Вихованець червоноградського футболу. Перший тренер — Анатолій Куліш. Завершив Львівський спортінтернат, в якому його тренував Володимир Данилюк.
Першим професійним клубом молодого футболіста стали львівські «Карпати». У складі львів'ян дебютував 18 липня 1990 року в матчі проти ленінаканського Шираку. Але вже наступного сезону відправився до іншого клубу, «Карпат» (Кам'янка-Бузька). Потім виступав у складі стрийської «Скали», допоки в 1993 році не повернувся до львівських «Карпат». Але зрештою втратив своє місце в складі львів'ян та відправився по орендах, осінню частину сезону 1997/98 років провів у складі жовквського «Гараю», а ще частину сезону в друголігових «Карпатах-2».
Під час зимової перерви в сезоні 1998/99 років перейшов до запорізького «Торпедо», після цього виступав у львівському «Динамо». В 2001 році на короткий час повернувся до львівських «Карпат». Загалом у чемпіонатах СРСР та України у футболці «Карпат» відіграв 66 матчів та забив 6 м'ячів. З літа 2002 року виступав у харківському «Металісті», у складі якого відіграв 2 поєдинки, ще 3 поєдинки Роман Гнатів відіграв за другу команду харків'ян. 2003 рік провів у складі ужгородського «Закарпаття».
В 2004 році покинув Україну та переїхав до Молдови, де виступав за клуб «Ністру» (Атаки). У складі цієї команди відіграв 11 матчів національного чемпіонату та 3 у єврокубках. Під час зимової перерви повернувся до України й в 2005 році виступав за стрийський «Газовик-Скала».
В 2006 році знову покинув Україну та поїхав до Швеції, де виступав за аматорський клуб «Бергс» з комуни Берг. Але того ж року повернувся до України та завершив кар'єру футболіста у віці 33 років.

## Кар'єра збірних
Свого часу виступав за юнацьку збірну СРСР з футболу.

## Кар'єра тренера
По завершенні кар'єри футболіста повернувся до Львова, де працював дитячим тренером у СДЮШОР «Карпати» (Львів), а потім тренував молодь у львівському Університеті фізичної культури. З 2016 року працював головним тренером стрийської «Скали» U-19, а 8 лютого 2017 року очолив клуб зі Стрия.
У 2018—2020 роках тренував юнацьку команду «Карпат» (Львів), після чого очолював «Карпати» (Галич) у Другій лізі. Влітку 2021 року покинув клуб.

## Досягнення
- Вища ліга чемпіонату України
  -  Бронзовий призер (1): 1998

## Особисте життя
Одружений. Разом з дружиною Світланою виховує сина Андрія.